# Witalij Łoginow
Witalij Abramowicz Łoginow (ros. Виталий Абрамович Логинов, ur. 1910, zm. 1979) – radziecki dyplomata.

## Życiorys
Członek WKP(b), 1936 ukończył Moskiewski Instytut Literatury, od 1944 pracował w Ludowym Komisariacie Spraw Zagranicznych ZSRR. Od 1944 II sekretarz, potem I sekretarz Wydziału II Europejskiego Ludowego Komisariatu/Ministerstwa Spraw Zagranicznych ZSRR, później do 1954 pomocnik zastępcy kierownika Wydziału II Europejskiego MSZ ZSRR, 1954-1956 radca Ambasady ZSRR w Kanadzie. Od 1956 radca Wydziału II Europejskiego MSZ ZSRR, następnie pomocnik i zastępca kierownika tego wydziału, od 1959 radca, później poseł-radca Ambasady ZSRR w W. Brytanii, od 6 lutego 1963 do 20 października 1966 ambasador nadzwyczajny i pełnomocny ZSRR w Australii. Od 1969 zastępca kierownika Wydziału Państw Skandynawskich MSZ ZSRR.